# 鳥取南インターチェンジ
鳥取南インターチェンジ（とっとりみなみインターチェンジ）は、鳥取県鳥取市河原町布袋（佐用方面出入口）および西円通寺（鳥取方面出入口）にある鳥取自動車道のインターチェンジ（地域活性化インターチェンジ）である。

## 概要
鳥取方面出入口と佐用方面出入口とでは500 m程離れる構造となる。構造はダイヤモンド型ではなく、ハーフICを2つ組み合わせたような形である。

## 歴史
- 鳥取自動車道が有料として建設されている時は、このインターチェンジは設置される予定ではなかった。鳥取自動車道が新直轄方式で建設される事になり、低コストで建設可能となった為、地域活性化インターチェンジとして整備する事が2006年9月に決定した[要出典]。
- 2010年（平成22年）3月28日：河原IC - 鳥取IC間開通に伴い、供用開始[1]。

## 周辺
- 千代川

## 接続する道路
- 直接接続
  - 国道53号
  - 国道373号

- 間接接続
  - 鳥取県道32号郡家鹿野気高線
  - 鳥取県道42号鳥取河原線
  - 鳥取県道298号袋河原八坂線

## 料金所
国土交通省が管轄する無料区間のため、料金所は設置されていない。

## 隣
E29 鳥取自動車道
(7) 河原IC/PA/BS/道の駅清流茶屋 かわはら（PAは上り線のみ） - (8) 鳥取南IC - (9) 鳥取IC